# Naissance en 1141
Naissance
- 1137
- 1138
- 1139
- 1140
- 1141
- 1142
- 1143
- 1144
- 1145

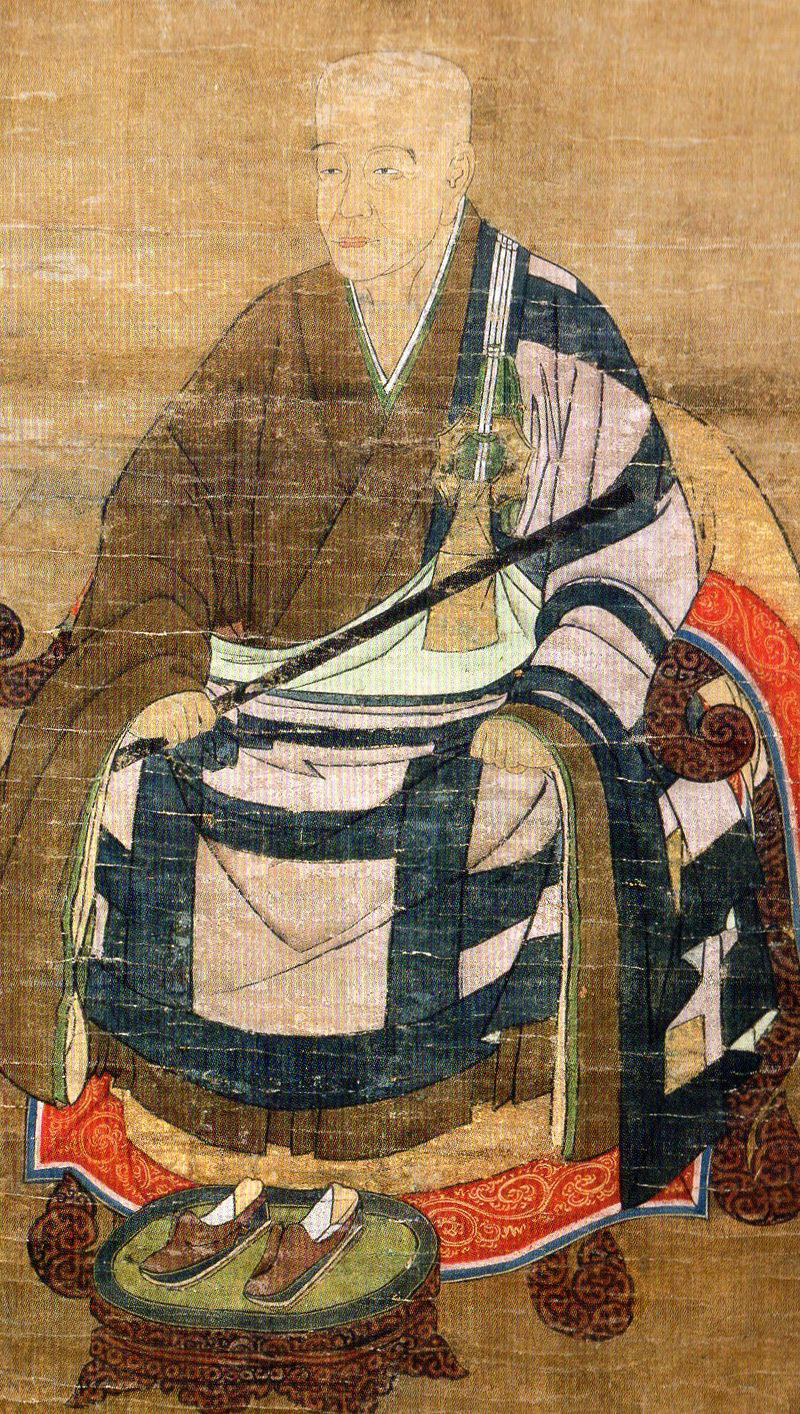
Eisai, né le 27 mai 1141

Cette page dresse une liste de personnalités nées au cours de l'année 1141 :
- 23 ou 24 mai : Malcolm IV, roi d'Écosse.
- 27 mai : Eisai, moine bouddhiste, fondateur de l’école rinzai au Japon.
- 7 décembre : Princesse Yoshiko (Nijō), princesse et impératrice du Japon.

- Jean Ier de Ponthieu, comte de Ponthieu.
- Kumagai Naozane, samouraï de la fin de l'ère Heian.
- Nizami, ou Nezam al-Din Abou Mohammad Elyas Ibn Youssouf Ibn Zaki Ibn Mou’ayyad Nezami Gandjavi, poète persan.

date incertaine (vers 1141)
- Florent III de Hollande, comte de Hollande.

## Crédit d'auteurs
- Cet article est partiellement ou en totalité issu de l'article intitulé « 1141 » (voir la liste des auteurs).